# Harrisville Uniting Church

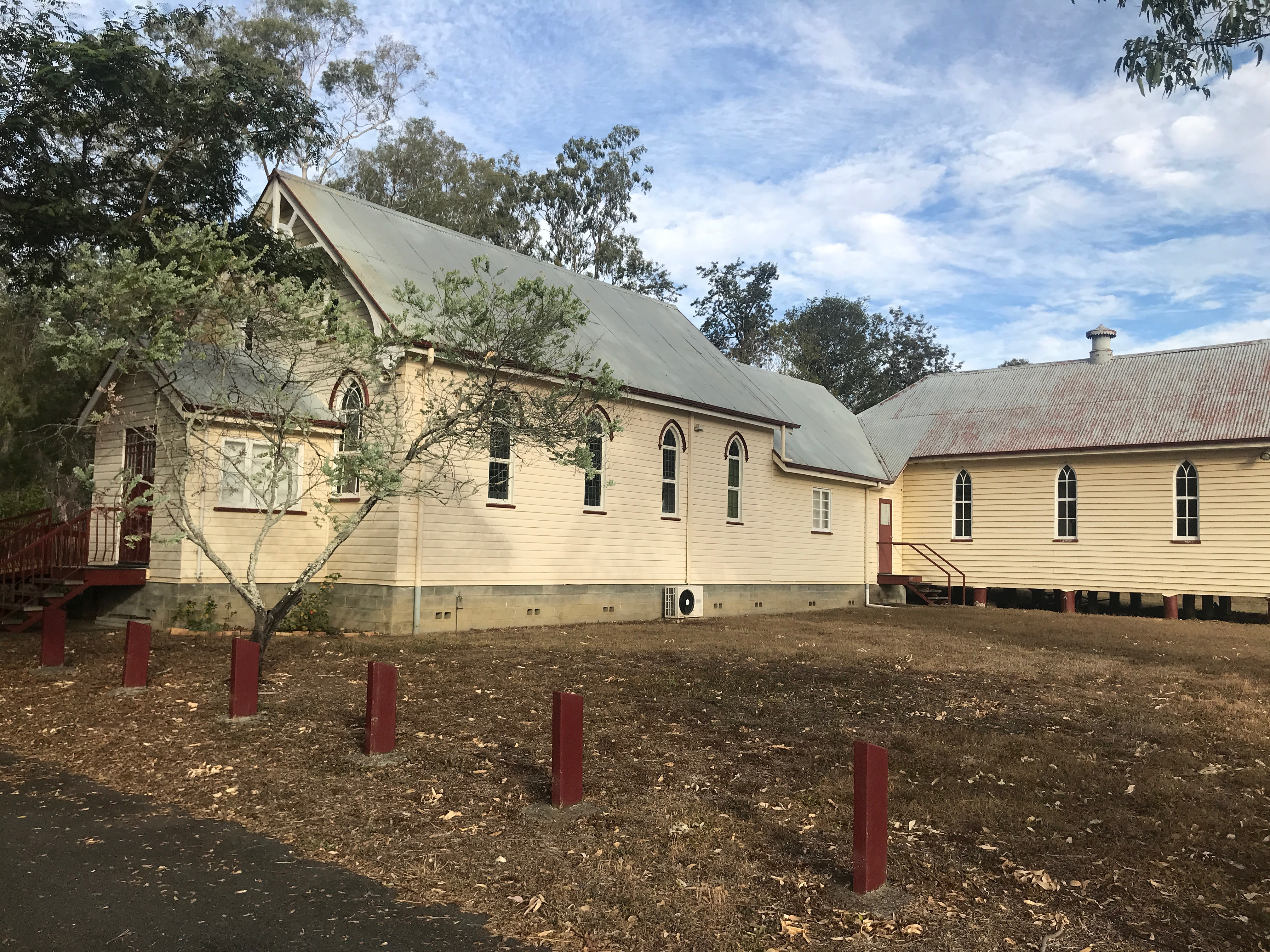
Die Harrisville Uniting Church, bestehend aus zwei historischen Kirchengebäuden

Die Harrisville Uniting Church in der australischen Ortschaft Harrisville, die sich 30 Kilometer südwestlich von Brisbane (Queensland) befindet, ist ein Kirchengebäude der Uniting Church in Australia. Das Bauwerk wurde nach der Einführung der Kirchenunion durch die Umsetzung eines methodistischen Kirchengebäudes zu einer älteren presbyterianischen Kirche geschaffen.

## Geschichte
Der heutige Standort der unierten Kirche in Harrisville geht zurück auf die ursprüngliche presbyterianische Kirche des Ortes, die 1891 an der Stelle errichtet wurde. Nachdem 1977 die Presbyterianer und Methodisten der Uniting Church in Australia beigetreten waren, wurde beschlossen, die zunächst 1871 in Peak Crossing als Woodchurch Wesleyan Church erbaute methodistische Kirche zu translozieren und so ein neues Gebäudeensemble auf L-förmigem Grundriss für die Kirchengemeinde zu schaffen. Die methodistische Kirche selber war bereits 1926 von Peak Crossing nach Harrisville als Harrisville Methodist Church umgesetzt worden und wurde somit nach Gründung der Union ein zweites Mal versetzt. Das Kirchengebäude diente im Jahr 2018 als Drehort der TV-Serie Harrow.